# 전기통신기본법
전기통신기본법(電氣通信基本法, 영어: Electronic Communication Fundamental Law)은 대한민국에서 전기통신에 관한 기본적인 사항을 정하여 전기통신을 효율적으로 관리하고 그 발전을 촉진함으로써 공공복리의 증진에 이바지함을 목적으로(동법 제1조) 1983년에 처음으로 제정된 이래, 1991년 전부개정된 전기통신기본법의 골격이 유지된 채 현재에 이르고 있다. 현행 전기통신기본법은 2008년 3월 21일 법률 제8974호로 일부개정된 것이다.
현행 전기통신기본법은 총 7장(章), 53개의 조문과 부칙으로 이루어져 있다. 전기통신에 관한 기본적인 사항만 정하고 있으므로, 그 구체적인 사항에 대해서는 그 시행령과 특별법인 전기통신사업법 등에서 규정하고 있다.

## 총칙
동법에서 "전기통신"(電氣通信)이란 유선·무선·광선 및 기타의 전자적 방식에 의하여 부호·문언·음향 또는 영상을 송신하거나 수신하는 것을 말한다.(법 제2조 제1호) "전기통신설비"라 함은 전기통신을 하기 위한 기계·기구·선로 기타 전기통신에 필요한 설비를 말한다.(법 제2조 제2호) 전기통신설비의 개념은 정통망법에서도 원용하고 있는데, 정보통신망은 전기통신설비를 이용하거나 전기통신설비와 컴퓨터 및 컴퓨터의 이용기술을 활용하여 정보를 수집·가공·저장·검색·송신 또는 수신하는 정보통신체제를 말한다.(정통망법 제2조 제1호) "전기통신회선설비"라 함은 전기통신설비 중 전기통신을 행하기 위한 송·수신 장소간의 통신로 구성설비로서 전송·선로설비 및 이것과 일체로 설치되는 교환설비 및 이들의 부속설비를 말한다.(법 제2조 제3호) "사업용전기통신설비"라 함은 전기통신사업에 제공하기 위한 전기통신설비를 말한다.(법 제2조 제4호)
"자가전기통신설비"라 함은 사업용전기통신설비외의 것으로서 특정인이 자신의 전기통신에 이용하기 위하여 설치한 전기통신설비를 말한다.(법 제2조 제5호) 대법원 판례는 "전기통신기본법에서 말하는 자가전기통신설비는 사업용전기통신설비와는 별도로 그 자체의 전기통신방식이 문제되는 것으로서, 그 설치에 신고가 필요하고, 예외적으로 설치 신고가 면제되는 경우에도 주된 장치와 단말장치를 갖추고 있을 것이 당연히 전제되어 있으며 통상의 경우 전기통신사업자에게 제공할 수 있는 수준의 관로나 선조를 갖추고 있을 뿐 아니라 원칙적으로 다른 전기통신설비에 접속되어 있지 않을 것이 예정되어 있는 것이므로, 전기통신사업자가 제공하는 전기통신역무에 의존하지 아니하고도 자체적으로 자족적·자체완결적인 내부의 전기통신이 가능하게 되어 있는 설비만을 자가전기통신설비로 보아야 할 것이고, 전기통신사업자 이외의 특정인이 스스로 전기통신에 이용하기 위하여 설치한 일체의 전기통신설비, 특히 유선전화 단말기와 같은 단순한 이용자전기통신설비를 자가전기통신설비로 볼 수는 없다."고 한다.  이에 따라, 대법원은 전화방 영업을 위하여 설치한 전화기와 컴퓨터는 기간전기통신사업자로부터 전기통신역무를 제공받거나, 제공받은 전기통신역무를 이용하여 타인의 통신을 매개하고자 설치한 설비에 지나지 않으며, 자신의 전기통신에 이용하기 위하여 설치한 전기통신설비로는 볼 수 없다고 하였다. "전기통신기자재"라 함은 전기통신설비에 사용하는 장치·기기·부품 또는 선조 등을 말한다.(법 제2조 제6호)
"전기통신역무"라 함은 전기통신설비를 이용하여 타인의 통신을 매개하거나 전기통신설비를 타인의 통신용으로 제공하는 것을 말한다.(법 제2조 제7호) 전기통신역무는 정보통신서비스에 속하는 개념이다. (정통망법 제2조 제2호)
"전기통신사업"이라 함은 전기통신역무를 제공하는 사업을 말한다.(법 제2조 제8호) 전기통신사업은 기간통신사업, 별정통신사업 및 부가통신사업으로 구분된다.(→전기통신사업법)

### 전기통신사업자의 구분
"전기통신사업자"라 함은 전기통신사업법에 의한 허가를 받거나 등록 또는 신고를 하고 전기통신역무를 제공하는 자를 말한다.(전기통신사업법 제2조 제1항 제1호) 전기통신사업자는 전기통신사업법이 정하는 바에 의하여 기간통신사업자, 별정통신사업자 및 부가통신사업자로 구분한다.(전기통신기본법 제7조, 전기통신사업법 제4조 ) 전기통신사업자는 그 밖에 다른 법률의 수범자이기도 하다. 정보통신망 이용촉진 및 정보보호 등에 관한 법률, 신용정보의 이용 및 보호에 관한 법률, 통신비밀보호법에도 전기통신사업자에 관한 사항이 규정되어 있다.

## 벌칙
공익을 해할 목적으로 전기통신설비에 의하여 공연히 허위의 통신을 한 자는 5년 이하의 징역 또는 5천만원 이하의 벌금에 처한다. (제47조)

## 같이 보기
- 전기통신사업법 - 1983년 12월 기존의 전기통신법이 공중전기통신사업법(현 전기통신사업법)과 전기통신기본법으로 분리·제정되었다.
- 정보통신망법